# The Lure of Drink
The Lure of Drink er en britisk stumfilm fra 1915 af A. E. Coleby.

## Medvirkende
- Blanche Forsythe som Peggy.
- Roy Travers som Ned.
- A.E. Coleby.
- Maud Yates som Flash Kate.